# 髙科淳
髙科 淳（たかしな じゅん）は、日本の経産官僚。内閣官房内閣審議官兼国際博覧会推進本部事務局次長を経て、経済産業省大臣官房付兼2025年日本国際博覧会協会副事務総長（理事）。

## 人物・経歴
神奈川県藤沢市出身。栄光学園高等学校を経て、1989年東京大学法学部卒業、通商産業省入省。1993年からノースウェスタン大学ケロッグ経営大学院に留学し、MBAを取得。2000年内閣総理大臣官邸副参事官。2005年外務省在ジュネーブ国際機関日本政府代表部参事官。2008年経済産業省通商政策局欧州課長。2009年経済産業省通商政策局通商機構部参事官（関税・非農産品市場アクセス担当）。
2011年内閣官房国家公務員制度改革推進本部事務局参事官。2013年資源エネルギー庁省エネルギー・新エネルギー部政策課長。2015年経済産業省産業技術環境局産業技術政策課長。2016年経済産業省大臣官房審議官（環境問題担当）。2017年資源エネルギー庁省エネルギー・新エネルギー部長。
2018年観光庁審議官、内閣官房内閣審議官（内閣官房副長官補付）兼内閣官房観光戦略実行推進室審議官。2019年観光庁国際観光部長。2020年内閣官房内閣審議官（内閣官房副長官補付）兼内閣官房日本経済再生総合事務局官民一体型キャンペーン準備室次長兼内閣官房観光戦略実行推進室審議官。
同年内閣官房内閣審議官（内閣官房副長官補付）兼内閣官房国際博覧会推進本部設立準備室長。同年内閣官房内閣審議官（内閣官房副長官補付）兼内閣官房国際博覧会推進本部事務局次長。2022年経済産業省大臣官房付、2025年日本国際博覧会協会副事務総長（理事）。2024年2025年日本国際博覧会協会入場券販売推進本部本部長代理。